# ملکه سوندوک (مجموعه تلویزیونی)
ملکه سوندوک (کره‌ای: 선덕여왕; هانجا: 善德女王) یک درام تاریخی ساخته شده توسط کشور کره جنوبی در سال ۲۰۰۹ است، که توسط اِم‌بی‌سی و تایم باکس پروداکشن برای چهل و هشتمین سالگرد تأسیس شبکه تهیه شده‌است. در این مجموعه لی یو وون، گو هیون‌جونگ، اوم ته وونگ و کیم نام‌گیل نقش‌آفرینی کرده‌اند. این سریال داستان زندگی ملکه سوندوک را شرح می‌دهد. این مجموعه از ۲۵ مه تا ۲۲ دسامبر  پخش می شد.در جوایز درامای ام‌بی‌سی سال ۲۰۰۹، جوایز زیادی به ملکه سوندوک اختصاص یافت. (۳٠ جایزه)

## خلاصهٔ داستان
این سریال داستان زندگی ملکه سوندوک، اولین ملکه پادشاهی شیلا، را روایت می‌کند و به بررسی چالش‌ها و دستاوردهای او می‌پردازد. در ادامه، خلاصه‌ای از داستان این سریال آورده شده است:
پادشاهی شیلا، یکی از سه امپراتوری کره، در دوران اوج خود تحت رهبری پادشاه جینپیونگ که قرار دارد که قبل ها پادشاه جین‌هونگ پادشاه قدرتمند شیلا این سرزمین را به اوج رساند. پادشاه جینپیونگ و همسرش، ملکه مایا، دوقلوهایی به نام‌های دوکمان (سوندوک) و چونمیونگ را به دنیا می‌آورند. با توجه به یک پیشگویی مبنی بر اینکه اگر دو دختر با هم بزرگ شوند، سلطنت به خطر می‌افتد، دوکمان به خارج از قصر فرستاده می‌شود.

### دوران کودکی و نوجوانی
دوکمان بیرون از قصر بزرگ می‌شود و از هویت واقعی خود بی‌خبر است. او در دوران نوجوانی به قصر بازمی‌گردد و پس از مدت کوتاهی هویت واقعی خود را کشف می‌کند. با این حال، تلاش‌ها برای بازگشت او به قصر مملو از چالش‌ها و تهدیدها است، به ویژه از سوی خانم میشیل، یکی از قدرتمندترین و زیرک‌ترین شخصیت‌های سریال.

### نبرد برای تاج و تخت
خانم میشیل تلاش می‌کند تا سلطنت را از پادشاه جینپیونگ بگیرد و برای دستیابی به قدرت نیرنگ‌های زیادی به کار می‌برد. دوکمان و خواهرش، چونمیونگ، به مبارزه با بانو میشیل می‌پیوندند و در این مسیر با کمک‌های بی‌نظیر ژنرال کیم یوشین و بیدام مواجه می‌شوند. طی این فرآیند، دوکمان به عنوان یک رهبر ظهور می‌کند و استعدادهای رهبری و مدیریتی خود را نشان می‌دهد.

### رسیدن به سلطنت
پس از مرگ چونمیونگ، دوکمان تصمیم می‌گیرد که به هر قیمتی شده، به سلطنت برسد تا از نفوذ میشیل جلوگیری کند و پادشاهی شیلا را نجات دهد. او با موفقیت می‌تواند میشیل را شکست دهد و تبدیل به اولین ملکه پادشاهی شیلا شود.

### آغاز حکمرانی ملکه سوندوک
ملکه سوندوک در دوران حکمرانی خود، اصلاحات بزرگی را در پادشاهی انجام می‌دهد و باعث تقویت و توسعه شیلا می‌شود. او با استفاده از مهارت‌های دیپلماتیک و نظامی، تهدیدات داخلی و خارجی را مدیریت می‌کند. عاشقانه‌هایی نیز میان او و شخصیت‌هایی مانند بیدام و کیم یوشین به تصویر کشیده می‌شود، هرچند که این قسمت‌ها بیشتر دراماتیک هستند تا تاریخی.

### پایان داستان
سریال با به تصویر کشیدن دستاوردهای ملکه سوندوک و چالش‌های پایدار دوران حکومت او به پایان می‌رسد. ملکه سوندوک نقش مهمی در تحکیم قدرت شیلا دارد و توانست میراثی از حکمرانی قوی و اصلاح‌گرانه به جای بگذارد.

## بازیگران

### اصلی
- لی یو وون در نقش پرنسس دوکمان، بعدها ملکه سوندوک[۴][۵]
  - نام جی-هیون در نقش دوکمان جوان
    - دوکمان به عنوان خواهر دوقلوی پرنسس چونمیونگ متولد شد و در کودکی به دلیل تلاش میشیل، برای ترور او که جاه طلبی زیادی برای تصاحب تاج و تخت داشت با خطر مرگ روبه‌رو شد. یک خدمتکار وفادار به نام سوهوا او را با فرار از شیلا نجات داد. او دوست دارد در کنار مردم باشد، اما پس از ملکه شدن، اعتماد به آنها را از دست داد. به عنوان ملکه حاکم او عمیقاً تنهاست و پر از احساس ناامیدی است. با این حال او باید احساسات واقعی خود را پنهان کند و به تنهایی بایستد تا به عنوان یک پادشاه واقعی شناخته شود.[۶]
- گو هیون-جونگ در نقش بانو میشیل[۷][۸][۹]
  - کیم یو‌جین در نقش میشیل جوان
    - دشمن ملکه سوندوک:صیغه سلطنتی که برای رسیدن به رؤیای خود برای ملکه شدن، از هیچ کاری دریغ نمی‌کند. او در نتیجه روابط خود با حاکمان و مقامات برجسته به قدرت رسید. او صیغه پی در پی سه پادشاه شیلا شد: پادشاه جین‌هونگ، پادشاه جینجی و پادشاه جینپیونگ. او همسر لرد سجونگ (نخست‌وزیر)، عاشق ژنرال سولون و مادر بیدام بود.
- پارک یه‌جین در نقش پرنسس چونمیونگ
  - شین سه-کیونگ در نقش چونمیونگ جوان
  - کیم یو‌جونگ در نقش چونمیونگ ۱۰ ساله
    - خواهر دوقلوی پرنسس دوکمان: شاهزاده چونمیونگ به عنوان اولین دختر متولد شده، پادشاه جینپیونگ او را برای اقامت در قصر انتخاب کرد با این اعتقاد که او فرزند مقدر است که روزی میشیل را پایین می‌کشد. او در سایهٔ ترس میشیل بزرگ شد و این باعث شد او از سیاست دور شود. او عاشق پسر پادشاه جینجی شد و با کیم یونگسو ازدواج کرد زمانیکه همسرش به عنوان جانشین احتمالی برای تاج و تخت معرفی شد کیم یونگسو خود را شایستهٔ جانشینی تاج و تخت نشان داد که در نهایت باعث مرگش شد. چئونمیونگ با اعتقاد به اینکه میشیل در مرگ کیم یونگسو دست داشته‌است، به دنبال جمع کردن حامیان و متحدانی برای خود کرد تا روزی میشیل را به زیر بکشد. او اولین فردی بود که از هویت واقعی دوکمان مطلع شد و برای کمک به خواهرش، هرکاری که می‌توانست انجام داد و سرانجام در این راه جان خود را از دست داد.
- اوم ته وونگ در نقش کیم یوشین[۱۰][۱۱][۱۲]
  - لی هیون-وو در نقش کیم یوشین جوان
    - ''''':او متحد شاهزاده دوکمان می‌شود که به او اعتماد کامل دارد. او تبدیل به یک جنگجوی شکست ناپذیر شد، مورد تحسین همه مقامات؛ او جایگاهی شایسته در تاریخ کسب می‌کند، همان چیزی که بیدام آرزو دارد.
- کیم نام گیل در نقش بیدام[۱۳][۱۴][۱۵]
  - پارک جی-بین در نقش بیدام جوان
    - سقوط غم‌انگیز اما باشکوه یک قهرمان: بیدام در پایان، زندگی میشیل را تجربه می‌کند و داستان آنها به پایان می‌رسد. تراژدی زندگی مادرش به دور خود او می‌پیچد و تبدیل به قهرمان بدبخت همان داستان می‌شود. در نهایت او به چیزی‌هایی که می‌خواهد نمی‌رسد - نه نامی در تاریخ، نه پادشاهی شیلا و نه به عشق خود دوکمان - و در نهایت توسط تاریخ فراموش می‌شود، او تنها به عنوان یک شورشی در تاریخ ثبت می‌شود. بیدام در مقطعی قدرت خود را از دست می‌دهد، اما اعتماد مردم را جلب می‌کند و سپس این اعتماد را بخاطر شورشی که علیه ملکه سوندوک ترتیب داد از دست می‌دهد. او سقوط می‌کند و می‌سوزد، و پایان او غم‌انگیز و باشکوه است.[۶]

## تولید
این مجموعهٔ در محل پارک یونگین داژانگجوم متعلق به اِم‌بی‌سی دراما در منطقه چو-گو در شهر یونگین استان گیونگ‌گی فیلمبرداری شده‌است. دیگر مجموعه‌های درام تاریخی مانند دونگ یی، افسانه خورشید و ماه نیز در آنجا فیلمبرداری شده‌است. این سریال در پارک هزاره شیلا در گیونگجو نیز فیلمبرداری شده است.

## جستاورهای وابسته
ملکه سوندوک
پادشاه جینپیونگ
پادشاه جین‌هونگ
پادشاهی شیلا